# Iljusjin Il-20 (1948)
Iljusjin Il-20 var en tosædet jagerbomber udviklet i Sovjetunionen af Iljusjin-bureauet.
Il-20 udmærkede sig ved dens ukonventionelle placering af cockpittet lige over motoren, noget der gav meget god udsigt mod jorden men gjorde vedligeholdelsen meget sværere. Prototypen gennemførte sin første flyvning i begyndelsen af december 1948, drevet af en Mikulin M-47 motor med en ydelse på 3.000 hk.
Forskellige kombinationer af skyts blev evalueret, men den sidste kombination bestod af én 23 mm maskinkanon i agterste del af cockpittet, og fire 23 mm maskinkanoner i vingene. Maskinkanonerne i vingene blev monteret på affutager som enten kunne monteres i flyvemaskinens retning eller 23° nedad. Il-20 var også udstyret med bombebrønd og ophængningspunkter under vingene, og kunne tage en bombelast på op til 1.190 kg.
Bedste tophastighed der blev noteret under prøveflyvningerne var på 515 km/t, en hastighed der ikke var specielt imponerende sammenlignet med Iljusjin Il-10 som allerede var i produktion og havde en tophastighed på 551 km/t. Problemer med motoren, begrænsede ydelser og at man generelt var i færd med at gå over til jetmotorer førte til at Il-20 blev afbestilt i maj 1949 efter at kun én prototype var blevet bygget.
Betegnelsen 'Il-20' er blevet brugt igen senere på en civil udgave af bombeflyet Iljusjin Il-28, og på et maritimt patruljefly baseret på passagerflyet Iljusjin Il-18.